# Carmelites Terciaris Descalços
L'Orde Tercer dels Germans i Germanes de la Mare de Déu del Carmel i Santa Teresa de Jesús o Carmelites Terciaris Descalços van ser un institut religiós de dret pontifici, concretament una congregació religiosa, fundada per Francesc Palau i Quer en 1860. La seva branca masculina va desaparèixer i la femenina es va dividir en 1878, donant lloc a les congregacions de les Carmelites Missioneres Teresianes i les Germanes Carmelites Missioneres.

## Història
La congregació va ser fundada per Francesc Palau i Quer (1811-1872), en 1860, com a orde tercer de l'Orde dels Carmelites Descalços. Palau era llavors exiliat a Ciutadella de Menorca, acusat de causar aldarulls per les seves predicacions, de tendència carlina. En el retir, Palau va pensar a donar vida a una congregació femenina que, vinculada a l'espiritualitat contemplativa de les carmelites descalces, es dediqués a l'apostolat actiu fent activitats d'ensenyament i assistència a malalts.
Amb l'ajut de Joana Gratias Fabré, a qui havia conegut a l'exili a França i amb qui havia organitzat grups de meditació i espiritualitat, va fundar la congregació. Entre els primers col·laboradors hi va haver la seva neboda, després canonitzada, Teresa Jornet i Ibars, que fundaria les Germanetes dels Ancians Desemparats.

### Escissió de la branca femenina
Després de la mort del fundador en 1872, Joana Gratias va manifestar el seu desacord amb la marxa de l'institut que, segons deia, se separava de les línies directrius que havia concebut Francesc Palau. Finalment, el 1878 va protagonitzar l'escissió que va donar lloc a una comunitat independent a la fundació de Santa Maria de Vallcarca, en Barcelona.
Així, les Carmelites Descalces Terciàries es van dividir en dues branques, que es van establir a Barcelona (les Carmelites Missioneres) i a Tarragona (les Carmelites Missioneres Teresianes. A partir de llavors, tot i compartir la història i el carisma, van continuar amb trajectòries separades. Entre 1925 i 1929 van reunir-se però la unió no va tenir continuïtat.
- Articles principals: Carmelites Missioneres Teresianes i Germanes Carmelites Missioneres

## Activitats
Les germanes es dedicaven a l'ensenyament a joves i a l'assistència a la gent gran i els malalts, tasques que combinava a la majoria de les seves fundacions. L'activitat lligada prioritàriament a sectors socials inferiors causà que les seves cases tinguessin força dificultats per sobreviure. Mentre van ser una congregació única, la seva difusió va ser local, a Catalunya, Balears i algunes cases a territoris d'Aragó i València.

## Germans Terciaris Carmelites
Els Germans Terciaris Carmelites Descalços o Germans Carmelites de l'Ensenyança o de l'Ensenyament van ser fundats juntament amb les germanes. Com elles, estaven dedicats a la caritat, cura de malalts i l'ensenyament. En 1862 obriren la casa de Santa Creu de Vallcarca, dedicada només a la vida contemplativa, a Barcelona, en uns terrenys propietat del pare Palau. Hi iniciaren la vida anacorètica en coves excavades aprofitant el desnivell i construïren un oratori, conegut com el "Convent dels Penitents" (d'on ven el nom popular de la barriada i la parada de metro que hi ha). En 1863 van fundar la primera escola a Son Riera.
Arran de la persecució anticlerical de 1936, la congregació va ser suprimida i no va tornar a revifar-se. El nom ha estat adoptat posteriorment per altres congregacions com els Carmelites de l'Ensenyança, institut fundat a Navas del Marqués en 1964.